# Даблер, Седрик
Седрик Даблер (англ. Cedric Dubler; род. 13 января 1995, Брисбен) — австралийский легкоатлет, специалист по многоборьям. Выступает за сборную Австралии по лёгкой атлетике с 2012 года, двукратный бронзовый призёр Игр Содружества (2018 и 2022), многократный победитель национального чемпионата в десятиборье, участник Олимпийских игр 2016 и 2020 годов.

## Биография
Седрик Даблер родился 13 января 1995 года в Брисбене, штат Квинсленд.
Занимался лёгкой атлетикой во время учёбы в Квинслендском университете — проходил подготовку в местной легкоатлетической команде под руководством тренера Эрика Брауна, неоднократно принимал участие в различных студенческих соревнованиях.
Впервые заявил о себе в десятиборье на международном уровне в сезоне 2012 года, когда вошёл в состав австралийской национальной сборной и выступил на юниорском мировом первенстве в Барселоне, где с результатом в 7584 очка стал четвёртым.
В 2014 году побывал на чемпионате мира среди юниоров в Юджине, откуда привёз награду серебряного достоинства, выигранную в десятиборье. При этом установил здесь юниорский рекорд Океании в данной дисциплине — 8094 очка.
В 2016 году впервые одержал победу на чемпионате Австралии в десятиборье и удостоился права защищать честь страны на летних Олимпийских играх в Рио-де-Жанейро. Набрал в сумме всех дисциплин десятиборья 8024 очка, расположившись в итоговом протоколе соревнований на 14-й строке.
После Олимпиады в Рио Даблер остался в составе легкоатлетической команды Австралии и продолжил принимать участие в крупнейших международных соревнованиях. Так, в 2017 году он вновь выиграл австралийское национальное первенство в десятиборье и выступил на чемпионате мира в Лондоне, где с результатом в 7728 очков занял 18-е место.
В 2018 году в третий раз подряд одержал победу на чемпионате Австралии, взял бронзу на Играх Содружества в Голд-Косте.
В 2019 году показал восьмой результат на международном турнире Hypo-Meeting в Австрии, стал серебряным призёром домашнего чемпионата Океании в Таунсвилле, финишировал одиннадцатым на чемпионате мира в Дохе.